# وادي ظهر

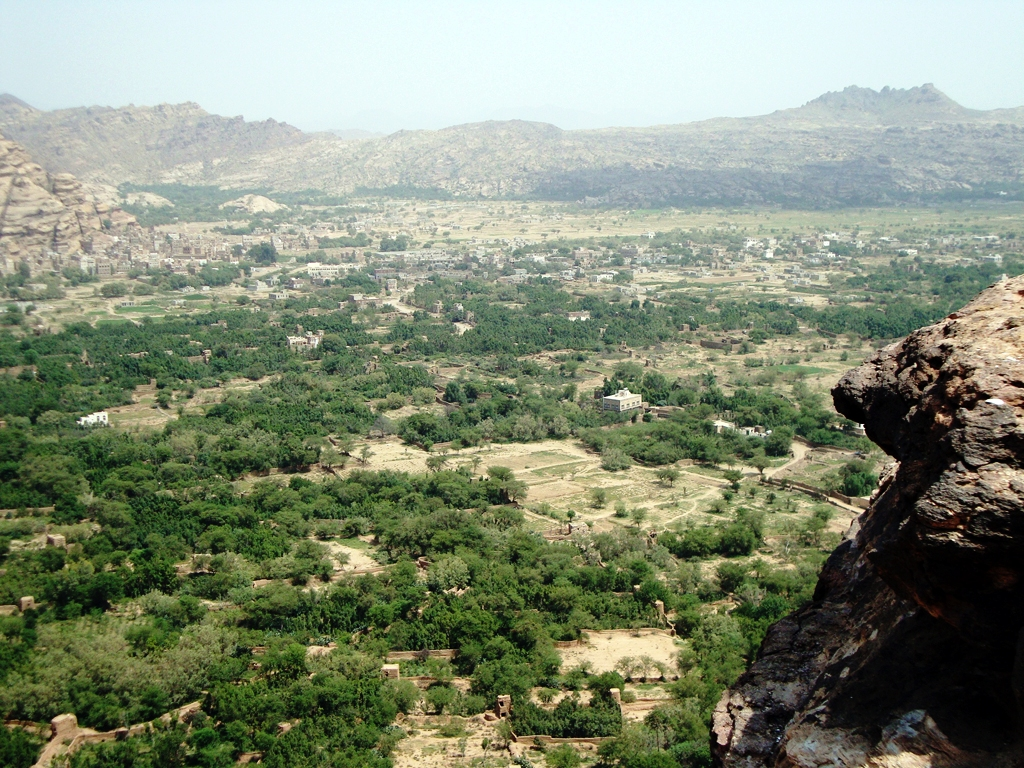

وادي ظهر واد يمني يقع في شمال غـرب العاصـمة صنعاء ويبعد عنها بحـوالي (14 كيلـومتراً) تقريباً، وهو وادٍ كبير اشتهر منذ العصور القديمة.
شـهد الوادي نشاطا إنسانيا واستيطانا منذ عصر ما قبل التاريخ؛ تـشهد علـى ذلـك المخربـشات الصخرية التي تنتشر على صـخوره، والتي تؤكد أن هـذا الوادي قد استوطنت فيه الحياة منذ تلك الحقبة السحيقة.
أول ذكر لوادي ظهر كان في القرن السابع قبل الميلاد فـي نقـش النصر الموسوم بـ (3945.RES) الذي دونه «كرب إل وتر بن ذمار علي» مكرب سبأ؛ حيث ذكر أن الوادي كان يقع ضمن ممتلكات ملك «نشن»، وفي ظل ازدهار دولة سبأ ظهر الـوادي ضـمن نطـاق أراضي قبيلة «ذي مأذن» التي كانت تتخذ من مدينة «شعوب» شمال مدينة صنعاء القديمة - أدخلـت حاليـاً ضـمن العاصمة صنعاء - حاضرة لها، وكانت تقوم عليه بالتأكيد مدن تابعة لتلك القبيلة، وذلك لكونه وادياً كان يجري فيـه غيل غزير، وأراضيه خصبة، قدم الهمداني وصفاً متكاملاً للوادي قصوره والفواكه التي كانت تزرع فيه، وطريقة ري الأراضي، ومقابره الصخرية، وقد جـاء
بالنص: 
| وادي ظهر | ومن مآثر اليمن ظهر ، وهو موضع فيه وادٍ وقلعة ومصنعة منسوب كل ذلك إلى" ظهر بن سعد " ، وهـو على بعد ساعتين من صنعاء أو أقل ، وفي هذا الوادي نهر عظيم يسقي جنتي الوادي ، وفيه ألـوان مـن الأعنـاب وغراسه من البياض والسواد - ويذكر عدد أنواع الأعناب التي تصل إلى عشرين نوعاً - والأحمر الملاحي والأطراف والنواسي والزيادي والفارسي والجرشي والعيون والضروع والقوارير والسيـسبان والرومـي والنـشائي والـدوالي والأمعر والدربج والرازقي وغير ذلك ، وبه من أصناف الخوخ : الحميري ، والفارسي ، والخلاسـي ، وبـه التـين والبلس ، والكمثرى الذي ليس في أرض مثله ، يقول ذلك من يفد إلى صنعاء من الغرباء والإجاص والبرقوق والتفاح الحلو ، والتفاح الحامض واللوز والجوز والسفرجل والدارياج والرمان والورد والشقائق والرتم ). | وادي ظهر |
|          | |          |

تلك هـي أهـم الأنواع من الأعناب والفاكهة التي كانت تزرع في القرن الثالث الهجري، وقد انقرضت بعض منها
الآن، ثم يقدم الهمداني الطريقة التي كانت تروى بها أراضي الوادي وبعض معالمه وآثاره.
يزخر الوادي بالعديد من الآثار التي تعود لفترة ما قبل الميلاد من قصور ومعابد ومقابر صخرية منحوتة.
ومقابر وادي ظهر الصخرية تشابه تماماً مقابر «شبام الغراس» ولكنها تعرضت للنهب والتخريب من قبـل الأهـالي،
وقد ذكرها «الهمداني» بقوله: 
| وادي ظهر | ( وفيه من البيوت المنحوتة في الصخر في جوانب القلعة ما ليس في بلد ، وكأن هذه البيوت خروق : نواويس لموتاهم ، وهم فيها إلى اليــوم ، وقد رأيت جثثهم فيها ما يزيد على أهل عصرنا وما هـو مثلها ، وأكثرهم قد صاروا عظاماً متناصلة ، إلا أنها صلاب فما كان منها حديث فعظمهُ ودك ، وما كان قديماً فعظمـهُ أبيض ، وقد بقي من أكفانهم ما كان من جليل الكتان ) ، ويدل قول " الهمداني " أن تلك المقابر كانـت قـد تعرضـت للتخريب والنهب منذ نهاية القرن الثالث الهجري ، ووجود أكفان على الجثث يؤكد- أيضاً ـ أنها كانت محنطـة. | وادي ظهر |
|          | |          |

يشتهر وادي ظهر ـ حالياً ـ «بدار الحجر» إلى جانب بساتينه ومقابره الصخرية وخرائب قلعتـه، وينقـسم وادي
ظهر إلى أربع مناطق هي كالتالي:
- منطقة أعالي الوادي : وتتصل هذه المنطقة ببيت نعم من الغرب، وأشهر ما فيها سوق الوادي.
- منطقة وسط الوادي : وهي المنطقة التي يوجد فيها دار الحجر إضافة إلى المسجد وتعودان إلى مديرية همدان.
- قرية القابل : وتسمى ـ أيضاً ـ الروض، وتعود إلى مديرية بني الحارث.
- منطقة أسفل الوادي : وتقع فيها علمان، وتعود إلى مديرية بني الحارث.

ومن معالم وادي ظهر «الرحبة» و «حصن دروم» و «حاز».